# Janet Skeslien Charles
Œuvres principales
Une soif de livres et de liberté (2020)
Janet Skeslien Charles, née le 5 août 1971 à Conrad, est une autrice américaine.

## Biographie
Originaire du Montana, Janet Skeslien Charles est diplômée en anglais, français et russe. En 1999, elle s'installe à Paris, où elle travaille comme professeure d'anglais, avant d'intégrer l'American Library. Elle est également à l’initiative d’un atelier d’écriture à la librairie Shakespeare and Company.
Pendant deux ans, elle vit à Odessa et enseigne l’anglais dans le cadre d’un programme de la fondation Soros. Cette expérience lui inspire son premier roman, Les Fiancées d'Odessa, publié et traduit dans une douzaine de langues,.
En 2020, Janet Skeslien Charles publie son second ouvrage Une soif de livres et de liberté aux Éditions Jean-Claude Lattès. La fiction s'appuie sur ses connaissances de l'American Library à Paris, et s'inspire de l'histoire vraie et du rôle joué par Dorothy Reeder et Hilda Frikart, deux membres du personnel de la bibliothèque pendant la Seconde Guerre Mondiale,,,.